# Milánó–Mortara-vasútvonal
A Milánó–Mortara-vasútvonal egy 44 km hosszúságú, normál nyomtávolságú, részben kétvágányú vasútvonal Olaszországban Milánó és Mortara között. A vonal 3000 V egyenárammal villamosított, fenntartója az RFI.